# Mariano Herencia Zevallos
Mariano Herencia Zevallos (15 de outubro de 1820 — 2 de fevereiro de 1873) foi um político e Presidente do Peru de 27 de Julho de 1872 a 2 de Agosto de 1872.

## Vida
Foi um coronel e político do Exército peruano que serviu brevemente como presidente interino do Peru em 1872, após o assassinato do presidente José Balta.
Após a queda do regime de Tomás Gutiérrez, Francisco Diez Canseco, o segundo vice-presidente do presidente Balta, assumiu o poder. No dia seguinte, o controle foi transferido para o primeiro vice-presidente de Balta, Mariano Herencia Zevallos, de acordo com a constituição de 1860. Herencia completou a última semana do mandato de Balta e entregou o poder ao seu sucessor eleito, Manuel Pardo.
Ele serviu como presidente do Congresso Constituinte em 1867,  e primeiro vice-presidente de 1868 a 1872.
Herencia foi assassinado em 2 de fevereiro de 1873.